# Cardamine dubia
Cardamine dubia är en korsblommig växtart som beskrevs av Nicotra. Cardamine dubia ingår i släktet bräsmor, och familjen korsblommiga växter. Inga underarter finns listade i Catalogue of Life.